# Creuer Jeanne d'Arc (1930)
El Jeanne d'Arc va ser un creuer i vaixell escola de la Marina francesa, construït a finals dels anys vint i en servei entre 1931 i 1964, que va participar en la Segona Guerra Mundial, escapant a Halifax després de la caiguda de França i finalment unint-se a les Forces franceses lliures abans del final de la guerra. Després de la guerra, el creuer va reprendre les seves funcions com a vaixell escola.
Portava el nom de Joana d'Arc, figura emblemàtica de la història francesa, heroïna nacional i santa. Va ser el segon vaixell escola que portava el nom de Jeanne d'Arc, després del creuer blindat Jeanne d'Arc, i va ser substituït pel portahelicòpters Jeanne d'Arc.
Va ser un dels últims creuers en servei a la Marine Nationale , el tercer per darrer a ser retirat del servei (el 1964), abans del De Grasse (1973) i del Colbert (1991), que van entrar en servei després de la Segona Guerra Mundial.

## Construcció
La construcció del Jeanne d'Arc va començar a Saint-Nazaire l'any 1928 i només es va acabar 2 anys més tard. El projecte és de l'enginyeria Antoine . Aquesta unitat va ser dissenyada per ser alhora un vaixell escola per a cadets. i un vaixell de guerra operatiu.
El vaixell tenia una eslora total de 170 metres (557 peus 9 polzades), una mànega de 17,5 metres (57 peus 5 polzades) i un calat de 5,7 metres (18 peus 8 polzades). Va desplaçar 6.600 tones mètriques (6.496 tones llargues ) amb càrrega estàndard i 8.928 t (8.787 tones llargues) amb càrrega profunda. El casc estava dividit per 16 mampares en 17 compartiments estancs.
La seva tripulació estava formada per 482 i 156 oficials cadets.

## Historial de navegació

### Primer creuer
A l'octubre de 1931 , el Jeanne , anomenat així familiarment, va salpar en el seu primer creuer d'entrenament sota les ordres del capità de navili André Marquis. A continuació, comença una gira pels països sud-americans per tal d'augmentar l'esfera d'influència de França. El vaixell escola va visitar més tard alguns països del mar Negre el 1932.
Un registre del vaixell i el quadern de càlcul nàutic de 1937 es poden trobar al Museu de l'Acadèmia Naval "Mircea cel Batran" a Constanța, Romania . Durant aquest temps, el vaixell va emprendre un viatge d'entrenament al voltant de la Terra, i el tinent guardava un registre molt ric, il·lustrat amb fotografies.

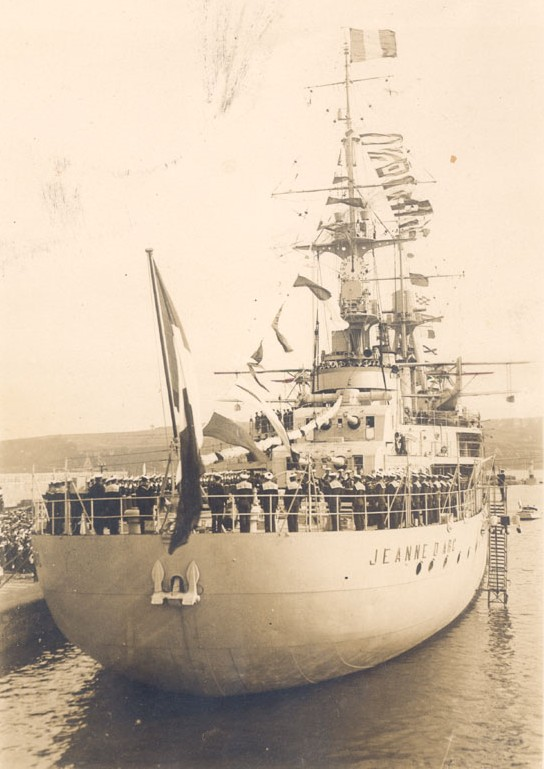
Vista posterior del Jeanne d'Arc a Varna, Bulgària.

### Segona Guerra Mundial
Durant la Segona Guerra Mundial, el Jeanne d'Arc va ser assignat a la Division de l'Atlantique Ouest, participant al bloqueig contra els vaixells mercants alemanys presents als ports neutrals. A finals de maig de 1940, acompanyada del creuer Émile Bertin, va sortir de Brest cap al Canadà, escortant un vaixell de càrrega ple d'or del Banc de França, sota el comandament del contraalmirall Rouyer. Després d'unir-se al portaavions Béarn a l'Atlàntic , la força naval arriba a Halifax amb seguretat. El Jeanne d'Arc va arribar més tard a les Antilles franceses, i va romandre al port de Martinica fins al juliol de 1943.
S'integra per tant l'Armée française de la Libération i es modernitzà al nord d'Àfrica (retirada de les instal·lacions aeronàutiques substituïdes per radars, instal·lació d'un sonar i reforç de la seva artilleria antiaèria amb 20 canons de 20 mm i 6 canons de 40 mm en comptes dels 11 canons de 37 mm i les 12 metralladores de 13,2 mm d'origen francès. Al desembre, va participar en les operacions a Còrsega i al desembarcament a la Provença. Va ser citada a l'Ordre de la Nació pel seu servei durant la guerra.

### Postguerra
Després de la guerra, va reprendre la seva activitat com a vaixell escola, realitzant un total de 26 (o 27) creuers arreu del món.
El 1953, Joana d'Arc va ser el lloc de rodatge de la pel·lícula Le Grand Pavois de Jack Pinoteau amb Jean Chevrier i Marc Cassot.
L'any 1962, el 6 de novembre, va començar la seva 25a campanya, en companyia del Victor Schœlcher. L'objectiu és semblant a una gira mundial: Atlàntic , Canal de Panamà , Pacífic , Oceà Índic , Canal de Suez , Mediterrani i després Brest. Però el 8 de desembre, una ruptura a la ja envellida línia de l'eix d'estribor va obligar el vaixell a girar-se al mig del Pacífic. El retorn a Tòquio per tal de rebre la nova línia de l'eix, està marcat per l'esdeveniment “Trois Glorieuses”.
Les tres glorioses
El 1963, el vaixell va ser víctima d'una successió de 3 onades gegants, posteriorment sobrenomenades "les Tres Glorioses". També ho van anomenar les Trois Sœurs ("Tres germanes").
El 4 de febrer, poc abans de les 10 del matí, mentre el vaixell es trobava entre Tòquio i Pearl Harbor, es van veure grans onades trencades. Es tractà de 3 ones espaiades al voltant d'un centenar de metres que colpejaren el vaixell i l'inclinen fins a més 35°. S'evità l'enfonsament gràcies a una ràpida reacció a aquestes onades de 15-20 m d'alçada. El Victor Schœlcher , a només 2 milles nàutiques enrere, va presenciar el fenomen sense sentir-lo.
Tot i que va durar uns trenta segons, l'esdeveniment va ser tan significatiu que el segon comandant va haver d'intervenir recordant "que la manera més segura d'evitar 'esdeveniments al mar' és no sortir mai de terra seca".
Final del servei
El 1964 va ser definitivament retirat del servei, substituït pel portahelicòpters La Résolue que al seu torn va prendre el nom de Jeanne d'Arc quan el creuer d'entrenament va ser retirat del servei.

## Llista de comandants
El Jeanne d'Arc va tenir 20 comandants, entre 1930 i 1964.
| N° | Nom                                         | Data de presa de comandament |
| 1  | Capitaine de vaisseau Marquis               | juny de 1930                 |
| 2  | Capitaine de vaisseau Donval                | 1 d'agost de 1933            |
| 3  | Capitaine de vaisseau Latham                | 1 de setembre de 1935        |
| 4  | Capitaine de vaisseau Auphan                | 1 de setembre de 1937        |
| 5  | Capitaine de vaisseau Rouyer                | 5 de maig de 1939            |
| 6  | Capitaine de vaisseau Vidil                 | juliol de 1942               |
| 7  | Capitaine de vaisseau Delpeuch              | juny de 1943                 |
| 8  | Capitaine de vaisseau Hourcade              | Agost de 1944                |
| 9  | Capitaine de vaisseau Fatou                 | Abril 1946                   |
| 10 | Capitaine de vaisseau Cabanier              | 3 d'octubre de 1947          |
| 11 | Capitaine de vaisseau Beaussant             | 2 d'octubre de 1948          |
| 12 | Capitaine de vaisseau de Toulouse-Lautrec   | 2 de setembre de 1950        |
| 13 | Capitaine de vaisseau Amman                 | 29 de setembre de 1951       |
| 14 | Capitaine de vaisseau Béret                 | 20 d'agost de 1952           |
| 15 | Capitaine de vaisseau Quérangal des Essarts | 21 d'agost de 1954           |
| 16 | Capitaine de vaisseau Burin des Roziers     | 20 d'agost de 1955           |
| 17 | Capitaine de vaisseau Dartigues             | 17 de juliol de 1957         |
| 18 | Capitaine de vaisseau de Bazelaire          | 18 de juliol de 1959         |
| 19 | Capitaine de vaisseau Storelli              | 20 de juliol de 1961         |
| 20 | Capitaine de vaisseau Postec                | 2 d'agost de 1963            |